# Cymolutes praetextatus
Cymolutes praetextatus là một loài cá biển thuộc chi Cymolutes trong họ Cá bàng chài. Loài này được mô tả lần đầu tiên vào năm 1834.

## Từ nguyên
Từ định danh của loài trong tiếng Latinh mang ý nghĩa là "tua rua", hàm ý đề cập đến dải viền màu cam trên vây lưng và vây hậu môn của chúng.

## Phạm vi phân bố và môi trường sống
C. praetextatus có phạm vi phân bố trên khắp khu vực Ấn Độ Dương - Thái Bình Dương. Loài này được ghi nhận dọc theo bờ biển Đông Phi đến Nam Phi, bao gồm Madagascar và các đảo quốc trong Ấn Độ Dương, cũng như vùng biển phía nam Ấn Độ và Tây Úc (bao gồm các rạn san hô vòng ngoài khơi); từ vùng biển Đông Nam Á, C. praetextatus mở rộng phạm vi về phía đông đến một vài các quần đảo, đảo quốc thuộc châu Đại Dương (xa nhất là đến quần đảo Société và quần đảo Line), ngược lên phía bắc đến quần đảo Hawaii; phía nam giới hạn đến rạn san hô Great Barrier.

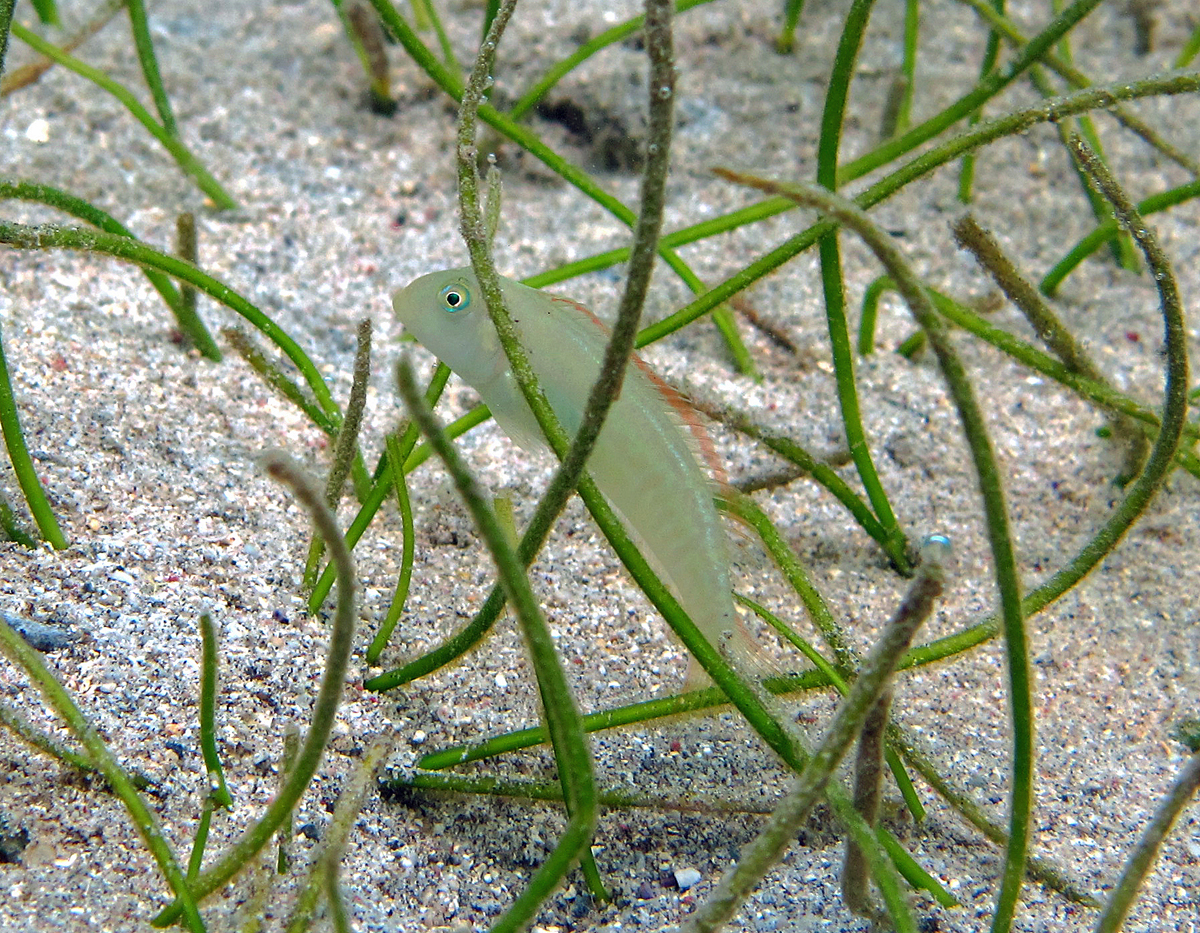
C. praetextatus (chụp tại Réunion)

C. praetextatus sống xung quanh các rạn san hô ở những khu vực có nền đáy cát và đá vụn trong các đầm phá và trong các thảm cỏ biển ở độ sâu đến ít nhất là 27 m.

## Mô tả
C. praetextatus có chiều dài cơ thể tối đa được ghi nhận là 20 cm. Vây đuôi tròn ở cả cá đực và cá cái. Màng vây lưng đầu tiên ở hai giới có một vạch đen viền trắng.
Cơ thể cá cái có màu ô liu xám (trắng ở bụng). Có sọc màu vàng da cam mờ ở thân trên, từ sau nắp mang kéo dài dọc thân (đôi khi có một sọc mờ cùng màu nhưng hẹp hơn dọc theo lưng). Có một đốm đen nằm ở nửa trên của gốc vây đuôi (cá đực không có). Mống mắt có vòng màu vàng ở trong và một vòng màu xanh lam hoặc tím ở ngoài.
Cá đực có màu xám xanh lục nhưng có thêm các sọc màu vàng nâu nhạt ở nửa thân sau. Có một đốm đen nhỏ viền xanh lam ở bên thân, nằm ngay vị trí chóp vây ngực khi áp vào thân.
Số gai ở vây lưng: 9–10; Số tia vây ở vây lưng: 12–13; Số gai ở vây hậu môn: 2–3; Số tia vây ở vây hậu môn: 11–12; Số tia vây ở vây ngực: 12; Số tia vây ở vây đuôi: 10.

## Sinh thái
Phần trán dốc giúp C. praetextatus nhanh chóng đào hang dưới nền cát để trốn tránh những kẻ săn mồi. Thức ăn của chúng chủ yếu là các loài thủy sinh không xương sống ở đáy biển.